# خنوم
خنوم أو غنوم Xnum، في الدين المصري القديم، إله كان يصور على شكل كبش، أو رجل له رأس كبش وله قرنان (ربما اشتق اسم الغنم منه). طبقا للمعتقد المصري القديم قام خنوم بعملية الخلق المادي للإنسان من طمي النيل على عجلة الفخار. وبعض الروايات تقول أنه كان يشكل الأطفال الصغار من طمي النيل المتوفر عند أسوان ويضعهم في أرحام أمهاتهم. وقد عبد في أماكن مختلفة في مصر مثل أسوان وإسنا وممفيس (منف) باعتبارة الإله الذي أتي بالنيل ليقيم الحياة على ضفافه.
يرجع تاريخه إلى عصر الدولة القديمة، حيث عرف في ديانة قدماء المصريين
بأنه «نب-قبحو»، أي سيد المياه وظل يعبد أيضا خلا عصر الدولة الحديثة، وكانت إلفنتين مركز عبادته.
يظهر خلال عصر الدولة الوسطى تقديس لخنوم باعتباره من يأتي بفيضان النيل وما يحمله من طمي وخصوبة للأرض، وكانت تلك النقوش مرسومة على معبد ساتيس الجديد حيث لم يذكر النص فيه بمهام خنوم التي تبوءها في الماضي. ومع مجيئ الأسرة المصرية التاسعة عشر أثناء الدولة الحديثة اتخذ خنوم لقب نب-أبو، أي سيد إلفنتين. وقبل ذلك كانت الإلهة ساتيس هي التي تحمل لقب «سيدة إلفنتين».

## الاسم بالهيروغليفية
كان لكتابة اسم «خنوم» عدة صور اعتيد استخدامها:
الاسم برمز المخصص:
| C4 |

أو جالسا يحمل على ركبته علامةعنخ: 
| C5 |

،
أو كتابة فقط (خنم-و)
| W9 | G43 |

أو الاسم كتابة مع إضافة المخصص: 
| N37 · N35 · N26 | C5 |

## أهميته ومراكز عبادته

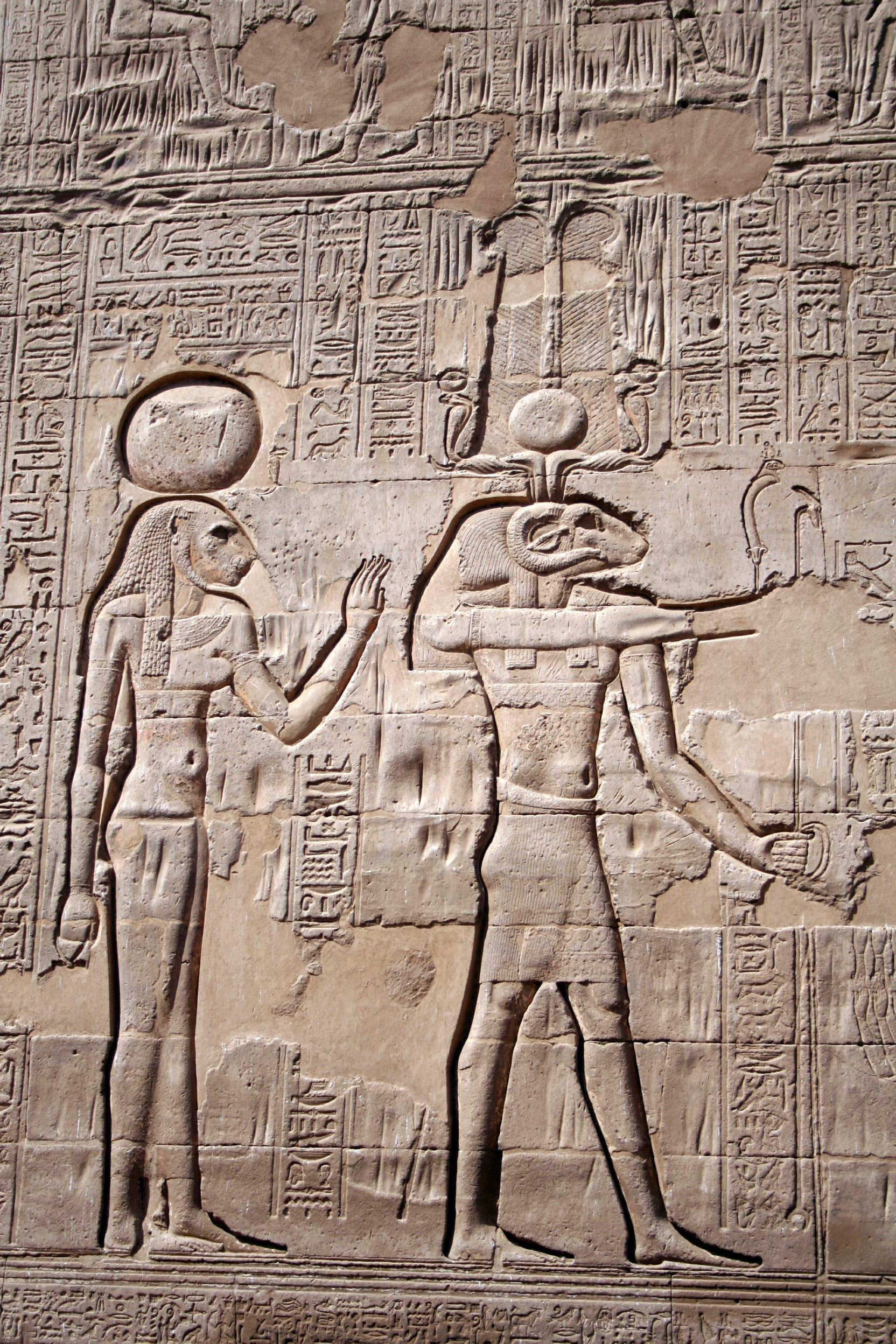
صورتي "خنوم" و"سخمت" على جدار معبد إسنا.

يعتبر خنوم إله خالق الإنسان، واعتقد المصري القديم في بعض مناطق مصر أن خنوم كان يصنع الناس وحيوانات ونباتات من طمي النيل ويعطيهم الحياة بعصا سحرية. فكان يعتبر إله للخصوبة وكانت حقت زوجته فكان سيد الإنجاب والولادة.
وفي الدولة القديمة بصفة خاصة كان خنوم يعتبر الإله الحامي لجزيرة إلفنتين والمنطقة حول شلالات أسوان ولهذا كان له أيضا لقب " سيد الشلالات" (نب-قبحو). وكون بذلك خلال الدولة الجديدة مع زوجته "ساتيس" وابنتهما " أنوكيس" ما يسمى "ثلاثية إلفنتين. ولكن في إسنا اعتبرت الثلاثية من خنوم و"منهيت " وابنهم "حقا". واختلطت عبادته خلال الأسرة الثامنة (العصر الانتقالي الأول) مع عبادة رع وسموه المصريون "خنوم-رع" ووجدت أول أقدم نقوش في معبد ديبود.
وكان خنوم يعبد في مناطق عديدة في صعيد مصر وفي النوبة، وقلت عبادته في شمال مصر والدلتا. ومن أهم مناطق عبادته كانت جزيرة إلفنتين وفيلة وإسنا، و«حوط-ور» في الجنوب وأما في الشمال في «طرخان».

## اقرأ أيضا
- إيزيس
- أوزيريس
- حورس
- حتحور
- سث
- أسطورة إيزيس وأوزوريس
- جب
- نوت
- كتاب الموتى
- نصوص الأهرام
- ماعت
- تحوت
- ديانة قدماء المصريين